# Brachirus pan
Brachirus pan es una especie de pez de la familia Soleidae en el orden de los Pleuronectiformes.

## Distribución geográfica
Se encuentran en las  costas del este de la India, Bangladés, Birmania, Malasia y  China.